# Melita obtusata
Melita obtusata är en kräftdjursart. Melita obtusata ingår i släktet Melita och familjen Melitidae. Inga underarter finns listade i Catalogue of Life.